# Frank James Low
Frank James Low (Mobile, 23 novembre 1933 – Tucson, 11 giugno 2009) è stato un fisico statunitense, considerato uno dei maggiori esponenti nel campo dell'infrarosso applicato all'astronomia, noto in particolare per aver inventato il bolometro nel 1961.

## Onorificenze
- Premio Rumford (1986)
- Premio Helen B. Warner per l'Astronomia (1968)
- Joseph Weber Award (2003)
- Karl G. Jansky Lectureship (2006)
- Bruce Medal (2006)